# Фидуциальный вывод
Фидуциальный вывод (от лат. fides: вера, доверие), как разновидность статистического вывода, был впервые предложен сэром Р. Э. Фишером.
Фидуциальный вывод может быть интерпретирован как попытка вычислить обратную вероятность без привлечения априорного распределения вероятностей. В интервальном оценивании «фидуциальные интервалы» иногда сравниваются со стандартными подходами:
- доверительными интервалами для оценки параметра (для распределения вероятностей оценки)
- достоверный Байесовый интервал (en:Credible interval) (для апостериорной вероятности того, что интервал содержит истинное значение).

Фидуциальный вывод быстро вызвал расхождения во мнениях и никогда не был широко принят. Вскоре были опубликованы контрпримеры к высказываниям Фишера. Они привели к сомнениям в согласованности «фидуциального вывода» как системы статистического вывода или индуктивной логики. Другие исследования показали, что в тех случаях, когда фидуциальный вывод приводит к «фидуциальной вероятности», этой вероятности не хватает свойства аддитивности, и, соответственно, она не является вероятностной мерой.

## История вопроса
Концепция доверительного интервала с покрытием γ может показаться довольно запутанной: среди всех доверительных интервалов, вычисленных одним и тем же методом, пропорция γ будет содержать истинное значение, которое мы оцениваем (и поэтому пропорция 1 − γ не будет его содержать). Это интерпретация повторяющийся осуществление выборки (или частотная), но она неединственно применима к частотной вероятности. В другом случае, рассматриваемая вероятность не является вероятностью того, что истинное значение попадет в фиксированный(определенный) интервал, который был вычислен.
Байесовский вывод позволяет определить достоверный байесовский интервал неизвестного параметра с заданной вероятностью попадания истинного значения в этот интервал.  Фидуциальный метод был предложен для преодоления этого недостатка и предоставления новой интерпретации. Фидуциальное вероятность — это мера того, до какой степени мы можем доверять любому заданному значению неизвестного параметра.
Фишер не дал общего определения фидуциального метода и отрицал его универсальность. Он приводил примеры только для случая одного параметра. Позже были построены различные обобщения на случай многих параметров. Относительно полное описание фидуциального выводу было дано Quenouille (1958). Более позднее обсуждение фидуциального вывода можно найти у Kendall & Stuart (1973).

## Фидуциальное распределение
Фишер требует существования достаточной статистики для применения фидуциального метода.
Например, допустим, что {\displaystyle n} независимых наблюдений равномерно распределены на интервале {\displaystyle [0,\omega ]}. Тогда максимум среди {\displaystyle n} наблюдений ({\displaystyle X}) является достаточной статистикой для {\displaystyle \omega }. Действительно, условное распределение статистики {\displaystyle X} не зависит от значения {\displaystyle \omega }: если мы забудем все данные кроме {\displaystyle X}, то это будет равнозначно знанию, что в данных есть любые значения из интервала {\displaystyle [0,X]} — то есть, {\displaystyle X} содержит всю доступную из данных информацию об {\displaystyle \omega }.
Другим примером достаточной статистики является выборочное среднее для математического ожидания нормального распределения.
Если для заданного {\displaystyle \alpha }, взять {\displaystyle a=(1-\alpha )^{\frac {1}{n}}}, то
{\displaystyle P\left(a<{\frac {X}{\omega }}\right)=1-a^{n}=\alpha } так как {\displaystyle P(X\leq x)=\left({\frac {x}{\omega }}\right)^{n}}.
Фишер утверждает, что мы можем инвертировать последнее утверждение и сказать:
{\displaystyle P\left(\omega <{\frac {X}{a}}\right)=\alpha },
где {\displaystyle \omega } теперь понимается как случайная величина, а {\displaystyle X} фиксировано. Такое распределение {\displaystyle \omega } является фидуциальным распределением, и может быть использовано для формирования фидуциальных интервалов.
Полученный результат идентичен доверительному интервалу в en: pivotal method, но его интерпретация отличается. Фактически, более старые книги используют термины доверительный интервал и фидуциальный интервал взаимозаменяемо. Заметим, что фидуциальное распределение однозначно определено, если существует достаточная статистика.
Pivotal method основан на случайной величине, которая является функцией и наблюдений, и параметров, но чье распределение не зависит от параметра. Тогда может быть сделано вероятностное утверждение о данных таким образом, чтобы не зависеть от параметров. Оно может быть обращено с помощью решения относительно параметров во многом аналогично тому, как продемонстрировано выше. Тем не менее, это эквивалентно фидуциальному методу, только если pivotal величина однозначно определена на основе достаточной статистики.
Мы можем определить фидуциальный интервал просто как другое название доверительного интервала и дать ему фидуциальную интерпретацию. Но такое определение не будет однозначным. Фишер отрицал корректность такой интерпретации: фидуциальное распределение должно быть определено однозначно и оно должно использовать всю информацию из выборки.

## Статус подхода
Фишер признавал, что у «фидуциальный вывод» есть проблемы. Он написал George A. Barnard, что он у него «нет ясности в голове» относительно одной проблемы фидуциального вывода.
В письме Барнарду Фишер жалуется, что его теория кажется имеет только «асимптотическое приближение к внятности». Позже Фишер признался: «Я не понимаю все ещё, что такое фидуциальная вероятность. Нам придется жить с ней долгое время прежде, чем мы узнаем, чем она нам полезна. Но не следует её игнорировать только на основании того, что у нас нет четкой интерпретации.»
Фидуциальной вероятности не хватает аддитивности, и, следовательно, она не является вероятностной мерой. Кокс указал, что те же аргументы применимы к так называемому «confidence distribution», ассоциированному с доверительными интервалами, так что выводы, сделанные из этого, спорны. Фишер набросал «доказательства» результатов, используя фидуциальную вероятность. Если выводы, сделанные из Фишеровских фидуциальных аргументов, не ошибочны, многое, как было показано, следует из Байесового вывода.
Многие истинные следствия из Фишеровских фидуциальных аргументов могут быть получены и в рамках байесовского вывода.
В 1978 Педерсон написал, что «фидуциальный аргумент имеет очень ограниченный успех и сейчас практически мертв.» Davison написал: «Было сделано несколько более поздних попыток воскресить фидуциализм, но сейчас он кажется более исторической ценностью, особенно в плане его ограниченной области применимости, when set alongside models of current interest.»
Тем не менее, фидуциальный вывод изучается в двух недавних статьях Hannig.